# Бьорлинг, Эва
Эва Хелена Бйорлинг (в девичестве — Клипмарк; швед. Ewa Helena Björling (Klippmark); 3 мая 1961, Экерё, Стокгольм, Швеция) — шведский ученый, политик и государственный деятель.

## Биография
Родилась 3 мая 1961 года в коммуне Экерё лена Стокгольм, Швеция.
В 1987 году окончила Каролинский институт по специальности «Стоматологическая хирургия». В 1988 году получила диплом стоматолога-хирурга. В 1993 году защитила диссертацию и получила звание кандидата медицинских наук. С 1999 года — доцент кафедры микробиологии, опухолей и клеточной биологии Каролинского института.
С 2002 по 2007 годы — депутат Риксдага от лена Стокгольм. Член парламентских Комитетов по международным делам и по образованию. Представитель Умеренной партии Швеции в фракции Европейской Народной партии Европейского парламента, член рабочей группы по вопросам внешней политики и политики безопасности.
С 12 сентября 2007 года по 3 октября 2014 года занимала должность министра внешней торговли Швеции в коалиционном правительстве Фредрика Райнфельдта. В 2014 году покинула политику.
Возглавляет шведский Национальный совет по профилактике ВИЧ/СПИД.